# 104 Klymene
104 Klymene eller A893 FA är en asteroid upptäckt 13 september 1868 av den kanadensisk-amerikanske astronomen J. C. Watson i Ann Arbor. Asteroiden har fått sitt namn efter någon av det tiotalet personer inom grekisk mytologi med som bär namnet Klymene. En möjlighet bland andra är Helena av Trojas tjänarinna. En annan är Apollons älskarinna.
Den tillhör asteroidgruppen Themis.
En observation av asteroiden tyder på att den är kluven i två grenar.